# Conflicte fronterer entre Djibouti i Eritrea
El Conflicte fronterer entre Djibouti i Eritrea de 2008, també anomenada Guerra de Djibouti i Eritrea, va ocórrer del 10 al 13 de juny de 2008, va ser el desenllaç de la tensió fronterera regnant des del 16 d'abril d'aquest any.

## Antecedents
L'acord vigent per a les fronteres entre aquests països, datat de 1900 especificava que el límit de la frontera internacional comença en Cap Doumeira (Ras Doumeira) al mar Roig i té una extensió d'1,5 quilòmetres al llarg de la divisòria d'aigües de la península. A més, el protocol de 1900 va especificar que l'illa Doumeira, la qual està immediatament al començament d'alta mar, i els seus illots adjacents més petits no se'ls assignaria la sobirania i romandrien desmilitaritzats.

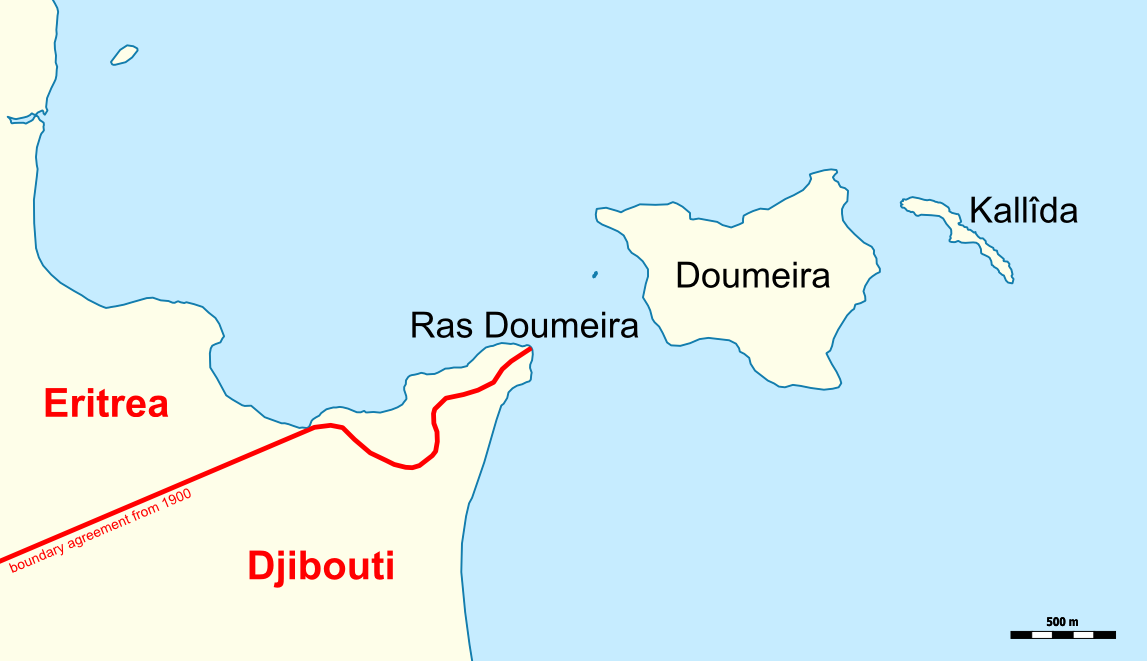
Zona disputada de Ras Doumeira

Djibouti i Eritrea s'havien enfrontat dues vegades anteriorment a l'àrea fronterera. En gener de 1935, Itàlia i França van signar l'Acord francoitalià, on es va cedir part de la Somàlia Francesa (Djibouti) a Itàlia (Eritrea). No obstant això, la ratificació d'aquest acord sempre ha estat disputat entre Djibouti i Eritrea. En abril de 1996 gairebé van anar a la guerra després que un funcionari de Djibouti va acusar Eritrea dels bombardejos a Ras Doumeira.

## Moviments eritreus a la regió de Ras Doumeira
Al gener, Eritrea hauria d'haver sol·licitat travessar la frontera amb la finalitat d'aconseguir la sorra d'una carretera, però en comptes d'això, va ocupar un pujol a la regió. El 16 d'abril, Eritrea va informar a Djibouti que havia establert fortificacions i cavat trinxeres en tots dos costats de la frontera entre Djibouti i Eritrea prop de Ras Doumeira.
Davant això, Djibouti, en una carta a la convocatòria de les Nacions Unides per a la intervenció, va presentar nous mapes difosos per Eritrea que van mostrar Ras Doumeira com a territori eritreu. Per la seva banda, Eritrea va negar que tingués cap problema amb Djibouti.
El primer ministre d'Etiòpia, Meles Zenawi, va dir el 15 de maig que el fet era una "amenaça a la pau i la seguretat de tota la regió de la Banya d'Àfrica" i va dir que Etiòpia asseguraria el seu corredor de comerç a través de Djibouti en el cas d'un conflicte, ja que Djibouti ha estat l'accés al mar per a Etiòpia des de la independència d'Eritrea en 1991.
El president d'Eritrea Isaias Afewerki va negar novament haver enviat tropes a la zona i va afegir que no tenen cap problema amb Djibouti.

## Enfrontaments armats

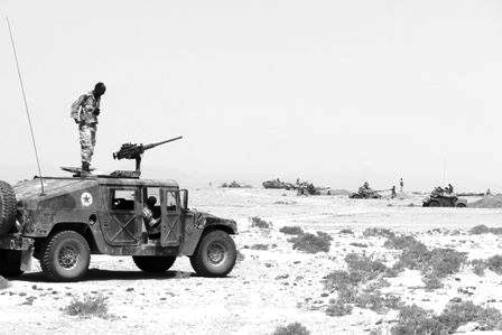
Soldats de Djibouti amb armament lleuger motoritzat prop de la frontera durant el conflicte.

El 10 de juny, segons Djibouti, diverses tropes d'Eritrea van abandonar les seves posicions i van fugir cap al territori de Djibouti. A continuació, les forces de Djibouti van ser atacades per forces d'Eritrea exigint el retorn dels desertors. Djibouti va cridar als soldats i policies que s'havien retirat des de l'any 2004 en resposta als enfrontaments.
Eritrea va rebutjar el relat de Djibouti i el va qualificar com "antieritreu". Un comunicat del Ministeri de Relacions Exteriors d'Eritrea va dir que "no ens involucrarem en una invitació de renyines i actes d'hostilitat " i va afirmar que Djibouti estava tractant d'arrossegar a Eritrea en la seva "animadversió inventada".
Segons el coronel francès Ducret, soldats francesos a Djibouti van proporcionar suport logístic i mèdic per a l'exèrcit de Djibouti, així com proporcionar-los serveis d'intel·ligència.
Els enfrontaments entre les dues forces van continuar suposadament durant diversos dies abans que Djibouti anunciés el 13 de juny que els combats havien cessat, però en el mateix dia, el President Guelleh, va ser citat per la BBC dient que el seu país estava en guerra amb Eritrea.
Quaranta-quatre soldats de Djibouti van morir i cinquanta-cin van resultar ferits durant els enfrontaments. Segons les estimacions de Djibouti, 100 soldats eritreus van ser assassinats, 100 capturats i 21 van desertar.
| «                                               | Sempre hem tingut bones relacions, però van ocupar part del nostre país de forma agressiva. I és una agressió a la qual estarem responent... | » |
| — Declaració del president de Djibouti, Guelleh | |   |

## Resposta Internacional
- Lliga Àrab:

La Lliga Àrab va convocar una sessió d'emergència per la lluita i va demanar a Eritrea que retirés les tropes.
- França:

El ministeri de Relacions Exteriors francès va dir que estava molt preocupat pels combats. El Ministeri de Defensa francès va anunciar que estaven augmentant la seva presència militar a Djibouti i l'augment del seu suport per a l'exèrcit de Djibouti després dels enfrontaments fronterers.
L'anunci també va dir que França estava "preparat per desplegar una base logística d'avançada i una força de terra prop de la zona en la qual els enfrontaments van tenir lloc", i va agregar que "l'exèrcit ha intensificat la vigilància aèria a la frontera per controlar les activitats de les forces d'Eritrea". Els informes també indiquen que les forces navals addicionals estan sent traslladats a la regió, així com un equip addicional de cirurgians militars.
El ministre de Defensa francès Hervé Morin també va sostenir converses amb el ministre de Defensa Ougoureh Kifleh Ahmed de Djibouti, amb la promesa de reforçar la presència militar francesa al país en cas que hi hagi "una escalada en la fila actual frontera." A més de reafirmar la "gran preocupació de França" pels recents incidents fronterers, Morin, segons fonts diplomàtiques, ha "tranquil·litzat el seu homòleg del suport total" del seu govern, al mateix temps demanant una solució "diplomàtica" de la qüestió. Les dues nacions tenen un acord de defensa mútua.
- Nacions Unides:

El Consell de Seguretat de les Nacions Unides va demanar a ambdues parts a exercir la màxima moderació i restablir el diàleg.
- Estats Units:

El Departament d'Estat dels Estats Units va emetre un comunicat de premsa condemnant l'"agressió militar" d'Eritrea dient que representava "una amenaça addicional a la pau i la seguretat en la Banya d'Àfrica ja volàtil" i cridant Eritrea a acceptar la mediació de tercers en el conflicte de la frontera. Eritrea va respondre a la declaració acusant als EUA d'instigar els conflictes a la regió. L'ambaixada nord-americana a Djibouti va aconsellar als ciutadans que no viatgessin al nord de Djibouti a Ras Doumeira per raons de seguretat.
- Unió Africana:

El Consell de Pau i Seguretat de la Unió Africana va instar a Eritrea i Djibouti a exercir la màxima moderació i per resoldre el conflicte a través del diàleg com la plena cooperació amb una missió de la Unió Africana va enviar a la zona. No obstant això, Eritrea, a diferència de Djibouti, no va acceptar la missió. Bereket Simon, assessor especial del primer ministre Meles Zenawi d'Etiòpia va dir a Reuters "Etiòpia creu fermament que aquesta acció injustificada ha d'interrompre's immediatament i pacífica i la solució diplomàtica ha de ser buscat per al problema."